# ایوان کولا
ایوان کولا (به صربی: Ivan Kula) یک منطقهٔ مسکونی در صربستان است که در کورشوملیا واقع شده‌است. ایوان کولا ۳۹ نفر جمعیت دارد.